# Inghem
Inghem era una comuna francesa situada en el departamento de Paso de Calais, de la región de Alta Francia, que el uno de septiembre de 2016 pasó a ser una comuna delegada de la comuna nueva de Bellinghem al unirse con la comuna de Herbelles.

## Demografía
| Gráfica de evolución demográfica de Inghem entre 1800 y 2014 |
|                                                              |

Los datos demográficos contemplados en este gráfico de la comuna de Inghem  se han cogido de 1800 a 1999 de la página francesa EHESS/Cassini, y los demás datos de la página del INSEE.